# Cécile Van Parys
Cécile Van Parys (Halle, 18 oktober 1948) is een Belgisch keramist. Zij is ook bekend onder de naam Cécile Delhaye - Van Parys en Cécile Delhaye, de naam van haar echtgenoot, de Belgische keramist Claude Delhaye.

## Leven
Op 19-jarige leeftijd raakte Cécile van Parys geïnteresseerd in pottenbakken en keramiek. Ze liep stage in Aveyron, Frankrijk. Ze volgde een opleiding aan de ‘Ecole du 75’ in Sint-Lambrechts-Woluwe en behaalde in 1970 een diploma in de Plastische Kunsten. Ze volgde ook lessen aan de Academie van Etterbeek onder leiding van Mirko Orlandini. Haar passie voor keramiek groeide verder in de samenwerking met haar echtgenoot, de Belgische keramist Claude Delhaye (Etterbeek, 2 april 1948) die zij leerde kennen tijdens een stage in zijn atelier.

## Werk
Sinds 1971 werkte zij met haar echtgenoot in hun atelier in Dworp in de Provincie Brabant. Ze woonden samen met hun twee kinderen in Braine-le-Châteu. Ze werkten veel samen, maar creëerden ook ieder hun eigen werk. Bij aanvang van hun loopbaan maakten zij voornamelijk gebruikskeramiek. Later kwam het accent zowel in hun gezamenlijk- als hun individueel werk meer te liggen bij artistieke en originele creaties en sculpturale keramiek. Beiden gebruiken zij voor hun werk dezelfde techniek van gebakken steengoed en email op basis van plantaardige as.
Samen worden zij beschouwd als deel van een generatie keramisten die het genre van de keramiek hebben vernieuwd door de klassieke traditie van pure, perfecte vormen te verzoenen met een meer hedendaags dimensie.
Hun werken werden geselecteerd voor verschillende internationale groepstentoonstellingen in Duitsland, Frankrijk, Tunesië, Nederland, het Verenigd Koninkrijk, Denemarken, Saoedi- Arabië en Italië. In België namen zij deel aan tal van individuele- en groepstentoonstellingen, waaronder de ‘Eerste Nationale Beurs van de Kunstambachten’ in het Centrum voor Kunstambachten te Gent in 1972, georganiseerd door de toenmalige conservator van het Museum voor Sierkunst, Adelbert Van de Walle.
In 1975 nam Cécile Delhaye – Van Parys met het individuele werk ‘Mère et fils’ deel aan een tentoonstelling in het provinciale museum Sterckshof te Deurne.
In 1985 won zij de tweede prijs in een keramiekwedstrijd georganiseerd door de Provincie Brabant.
Tijdens de vierde internationale Biënnale van Vallerius in 1974 ontvingen zowel Claude Delhaye als Cécile Van Parys een erediploma.
Objecten uit hun oeuvre werden aangekocht door de Koninklijke Musea voor Kunst en Geschiedenis te Brussel, de Belgische Staat en het Museum van het Waalse Leven te Luik.